# McDonnell XF-85 Goblin
Vous lisez un « bon article » labellisé en 2019.
Pour les articles homonymes, voir Goblin.
Le McDonnell XF-85 Goblin est un prototype d'avion de chasse américain conçu pendant la Seconde Guerre mondiale par la McDonnell Aircraft Corporation. Il est destiné à être déployé depuis la soute à bombes d'un bombardier lourd Convair B-36 pour servir de chasseur parasite. Le rôle du XF-85 est de défendre les bombardiers des intercepteurs ennemis, une nécessité dont la démonstration est faite pendant la guerre. Deux prototypes sont construits avant la fin du programme.
Le XF-85 est une réponse à une requête des United States Army Air Forces (USAAF) pour un avion de chasse qui puisse être emporté dans la soute du Northrop XB-35 ou du Convair B-36, qui sont alors en cours de développement. Le programme doit résoudre le problème de la faible autonomie des avions d'interception par rapport aux bombardiers récents. Le XF-85 se présente comme un petit avion à réaction avec un fuselage en forme d'œuf et un empennage en forme de fourchette. Les prototypes sont construits puis sont testés et subissent une évaluation en 1948. Les essais en vol laissent apparaître une conception prometteuse mais les performances de l'avion sont inférieures à celles des chasseurs auxquels il devrait faire face en combat ; de plus, raccrocher le chasseur parasite au bombardier se révèle difficile. Le programme du XF-85 est rapidement annulé et les prototypes sont par la suite envoyés dans des musées. La United States Air Force, qui succède aux USAAF en 1947, continue d'étudier l'idée d'avion parasite dans le cadre des projets MX-106 Tip Tow, FICON et Tom-Tom.

## Développement

### Contexte historique
Pendant la Seconde Guerre mondiale, les bombardiers américains comme les B-17 Flying Fortress, B-24 Liberator et B-29 Superfortress sont protégés par des chasseurs d'escorte à long rayon d'action tels que le P-47 Thunderbolt et le P-51 Mustang. Le rayon d'action de ces chasseurs n'atteint toutefois pas celui des Northrop B-35 ou Convair B-36, qui constituent la nouvelle génération de bombardiers développés par les United States Army Air Forces (USAAF). Le développement de chasseurs à long rayon d'action est coûteux tandis que le ravitaillement en vol reste considéré comme risqué et technologiquement difficile à mettre au point. La fatigue du pilote est également un problème pour les longues missions d'escorte en Europe et au-dessus de l'océan Pacifique, ce qui donne un élan supplémentaire à des approches innovantes.
Les USAAF étudient plusieurs options, dont des aéronefs pilotés à distance, avant de désigner les chasseurs parasites comme les plus appropriés pour la défense du B-36. L'idée d'un chasseur parasite fait ses débuts en 1918 quand la Royal Air Force examine la viabilité de Sopwith Camel pour protéger les dirigeables Vickers Type 23,. Dans les années 1930, l'United States Navy dispose d'un chasseur parasite opérationnel, le Curtiss F9C Sparrowhawk, à bord des dirigeables porte-avions Akron et Macon,. À partir de 1931, le concepteur d'avions Vladimir Vakhmistrov (en) réalise des expérimentations en Union soviétique dans le cadre du projet Zveno ; jusqu'à cinq chasseurs de divers types sont emportés par des bombardiers Polikarpov TB-2 et Tupolev TB-3. En août 1941, les combinaisons réalisent la seule mission de combat effectuée par des chasseurs parasites ; des TB-3 transportant des bombardiers en piqué Polikarpov I-16SPB attaquent le pont de Cernavoda et le port de Constanța, en Roumanie. Après cette attaque, l'escadron, basé en Crimée, effectue une mission tactique sur un pont du Dniepr, à Zaporijjia, qui a été capturé par les troupes allemandes. Plus tard durant la guerre, la Luftwaffe expérimente l'utilisation du Messerschmitt Me 328 comme chasseur parasite, mais les problèmes avec ses pulsoréacteurs ne sont pas résolus. D'autres projets ultérieurs de chasseurs parasites utilisant des moteurs-fusées tels que l'Arado E.381 (en) et le Sombold So 344 (en) restent sur le papier.

### Conception

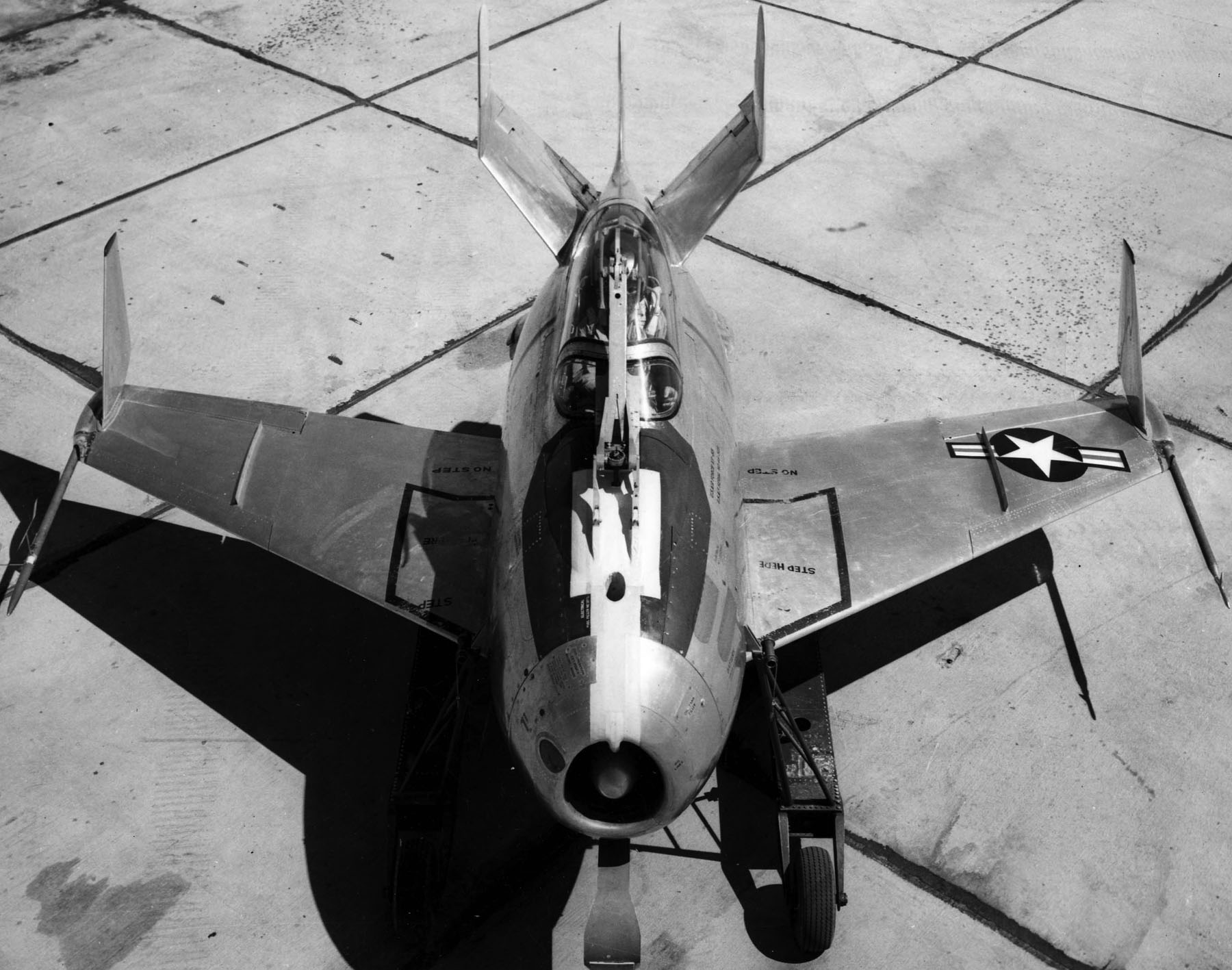
Vue du dessus du XF-85 avec le crochet déployé au-dessus de la verrière.

Le 3 décembre 1942, les USAAF lancent un appel d'offres pour un avion de chasse de taille réduite à moteur à pistons. Une première modification de la spécification par l'Air Technical Service Command a lieu en janvier 1944 ; en janvier 1945, une deuxième, MX-472, demande désormais un avion à réaction. Bien que plusieurs avionneurs étudient la faisabilité d'un tel aéronef, McDonnell est le seul à soumettre une proposition à la demande initiale de 1942 puis au nouvel appel d'offres. Le Model 27 de l'avionneur est entièrement repensé pour respecter la nouvelle spécification.
L'idée initiale du Model 27 consiste en un chasseur emporté par un B-29, un B-35 ou un B-36, semi-encastré dans la soute à bombes. Les USAAF rejettent cette proposition, invoquant une augmentation de la traînée, réduisant ainsi le rayon d'action d'un duo bombardier-chasseur. Le 19 mars 1945, l'équipe d'ingénieurs de McDonnell dirigée par Herman D. Barkey soumet le Model 27D, considérablement redessiné,. L'aéronef, plus petit, a désormais une forme d'œuf, un empennage vertical tri-dérive en forme de fourchette, un empennage horizontal avec un dièdre négatif de 37°, une voilure en flèche avec des ailes repliables, ce qui lui permet de tenir dans la soute du bombardier. L'avion mesure 4,52 m de long et la voilure a une envergure de 6,4 m. Seule une petite quantité de carburant (420 L) est jugée nécessaire pour obtenir l'endurance de 30 minutes spécifiée. Un crochet est installé au-dessus du centre de gravité de l'avion ; en vol, il se rétracte dans la partie supérieure du nez,. L'avion a une masse à vide de moins de 1 800 kg et, pour réduire le poids, il n'est pas équipé de train d'atterrissage,,,,. Pendant le programme d'essais, un patin fixe est installé sous le fuselage et des glissières sont placées sous les extrémités des ailes en cas d'atterrissage d'urgence sur la terre ferme,,. Malgré son installation très à l'étroit, le pilote est équipé d'un siège éjectable fonctionnant à la cordite, de bouteilles d'oxygène de secours et d'un parachute. L'armement de l'avion consiste en quatre mitrailleuses de 12,7 mm placées dans le nez.
En service, le chasseur parasite doit être lancé et récupéré par un trapèze ; une fois ce dernier déployé, le moteur est allumé et le largage depuis le bombardier est réalisé par le pilote qui soulève le nez pour désengager le crochet du trapèze. Pour être récupéré, l'appareil doit approcher l'avion porteur par le dessous puis s'accrocher au trapèze. La réorientation anticipée de la production doit aboutir à une flotte mixte de B-36, avec à la fois des bombardiers et des transporteurs de chasseurs utilisés lors des missions,. À partir du 24e B-36, il est envisagé d'aménager les bombardiers pour emporter un maximum de quatre XF-85,,. Jusqu'à 10 % des B-36 restant à livrer doivent être convertis comme avions porteurs avec trois ou quatre F-85 à la place des bombes,,.

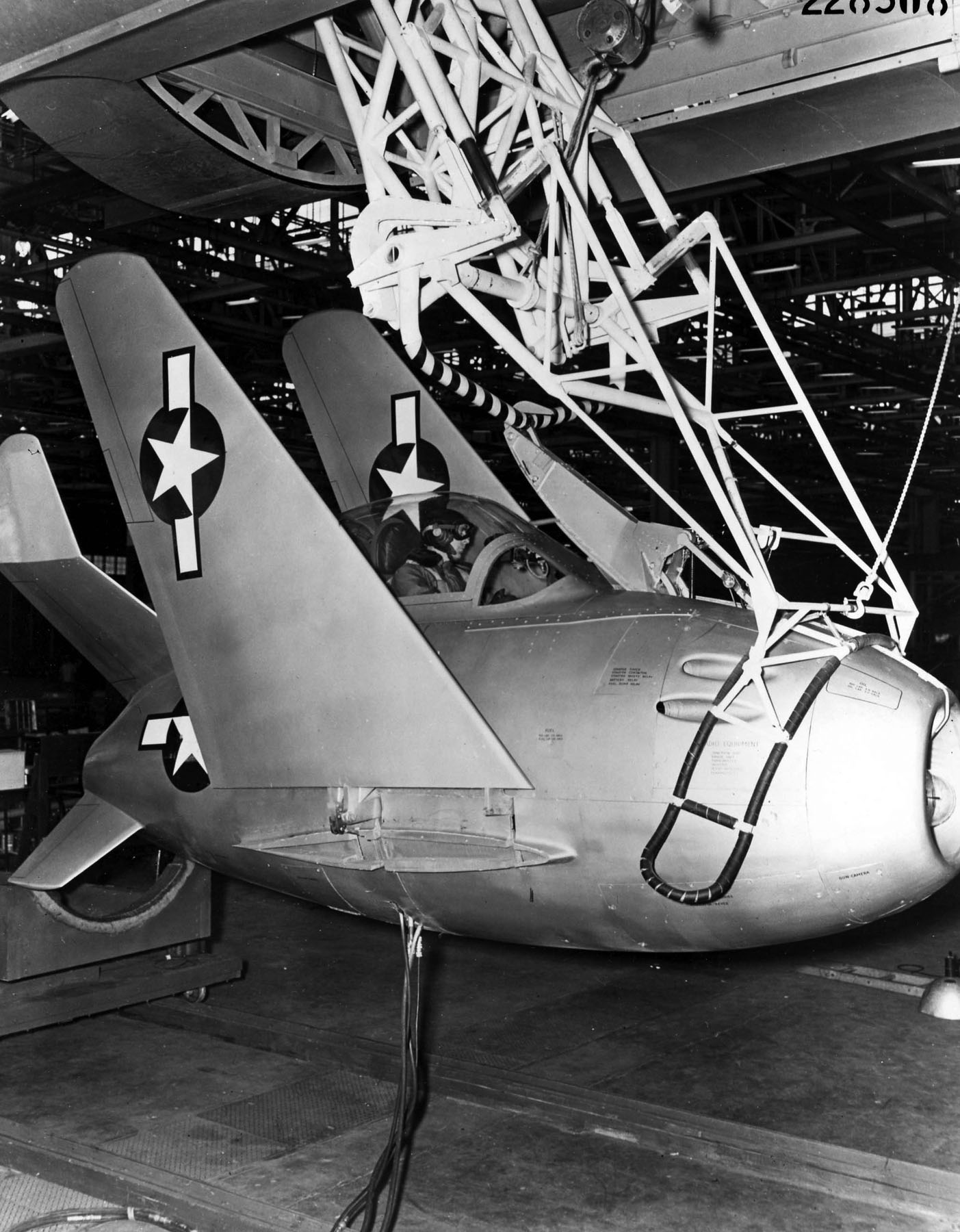
Essai au sol du trapèze de récupération ; les ailes du XF-85 sont repliées.

Le 9 octobre 1945, les USAAF signent une lettre l'intention couvrant le développement du programme et la construction de deux prototypes (serial 46-253/4) ; toutefois, le contrat n'est pas finalisé avant février 1947. Après les études fructueuses d'une maquette en bois en 1946 et 1947 par les équipes d'ingénieurs des USAAF, McDonnell construit deux prototypes à la fin de l'année 1947,. Le Model 27D devient le XP-85 avant de devenir le XF-85 en juin 1948 et de se voir attribuer le surnom « Goblin,,, ». Il est envisagé d'acquérir 30 P-85 de production mais les USAAF se montrent prudentes ; si les résultats obtenus avec les deux prototypes sont positifs, une commande de plus de 100 Goblin pourra être passée par la suite,.

## Les essais
Au cours des essais en soufflerie à Moffett Field en Californie, le premier prototype XF-85 tombe d'une grue depuis une hauteur de 12 m ce qui cause d'importants dommages à la partie avant du fuselage, à l'entrée d'air et au dessous du fuselage,. Il est ensuite remplacé par le second prototype pour le reste des essais en soufflerie et les premiers essais en vol.
Comme les B-36 de production ne sont pas disponibles, tous les vols d'essai du XF-85 sont réalisés avec un EB-29B Superfortress, surnommé Monstro, comme avion porteur ; afin de pouvoir emporter le chasseur, les deux soutes à bombes du bombardier sont combinées et un trapèze est installé, un déflecteur du flux d'air est placé en avant de la soute et l'avion reçoit un éventail d'instruments et de caméras,,. Puisque l'EB-29B est plus petit que le B-36, le XF-85 ne peut pas tenir entièrement dans la soute et doit par conséquent rester en position semi-encastrée. Pour placer le XF-85 dans l'avion porteur, un « stand de chargement » spécial est creusé dans le tarmac de la South Base de Muroc Field, où tous les vols d'essai débutent,. Le 23 juillet 1948, le XF-85 effectue le premier d'une série de cinq vol captifs, afin de vérifier si l'EB-29B et son parasite peuvent voler ensemble. Le XF-85 est gardé rangé mais le trapèze est parfois étendu pour placer le chasseur parasite dans le flux d'air, avec le moteur coupé, pour que le pilote puisse s'habituer aux sensations de l'avion en vol.
Le pilote d'essai de McDonnell Edwin Schoch est assigné au projet ; il est installé dans le XF-85 pendant que ce dernier est rangé dans l'EB-29B, avant la première tentative de vol libre, le 23 août 1948. Après avoir été lâché du bombardier à une hauteur de 6 000 m, il réalise un vol de dix minutes à des vitesses allant de 290 à 400 km/h, essayant les commandes et testant la manœuvrabilité de l'avion. Toutefois, lorsqu'il tente de se raccrocher au trapèze, il apparaît clairement que le Goblin est rendu très instable par les turbulences de sillage générées par le bombardier, de même qu'il est affecté par le phénomène de coussin d'air créé par les deux avions volant à proximité l'un de l'autre. Des ajustements constants mais doux de la poussée et du compensateur sont nécessaires pour vaincre l'effet de coussin d'air. Après trois tentatives pour s'accrocher, Schoch, ayant mal calculé la distance le séparant du trapèze, heurte ce dernier si violemment que la verrière est pulvérisée, son casque et son masque à oxygène arrachés. Néanmoins, il parvient à se poser sur le patin ventral, sur le lac séché de Muroc, sauvant ainsi le prototype,. Tous les essais en vol sont suspendus pendant sept semaines tandis que le XF-85 est réparé et modifié. Schoch met à profit cette période pour réaliser une série d'amarrages factices sans difficulté avec un P-80 Shooting Star.
Une fois l'efficacité du compensateur augmentée de 50 %, l'aérodynamique améliorée et d'autres modifications introduites, deux vols captifs supplémentaires sont réalisés avant que Schoch ne réalise un lâcher suivi d'un raccrochage réussi le 14 octobre 1948,. Le 22 octobre, pendant le cinquième vol d'essai, Schoch a des difficultés à raccrocher le Goblin au trapèze du bombardier et doit avorter quatre tentatives ; il heurte ensuite le trapèze, ce qui détruit le crochet et le nez du XF-85. Il est alors de nouveau contraint de réaliser un atterrissage forcé à Muroc.

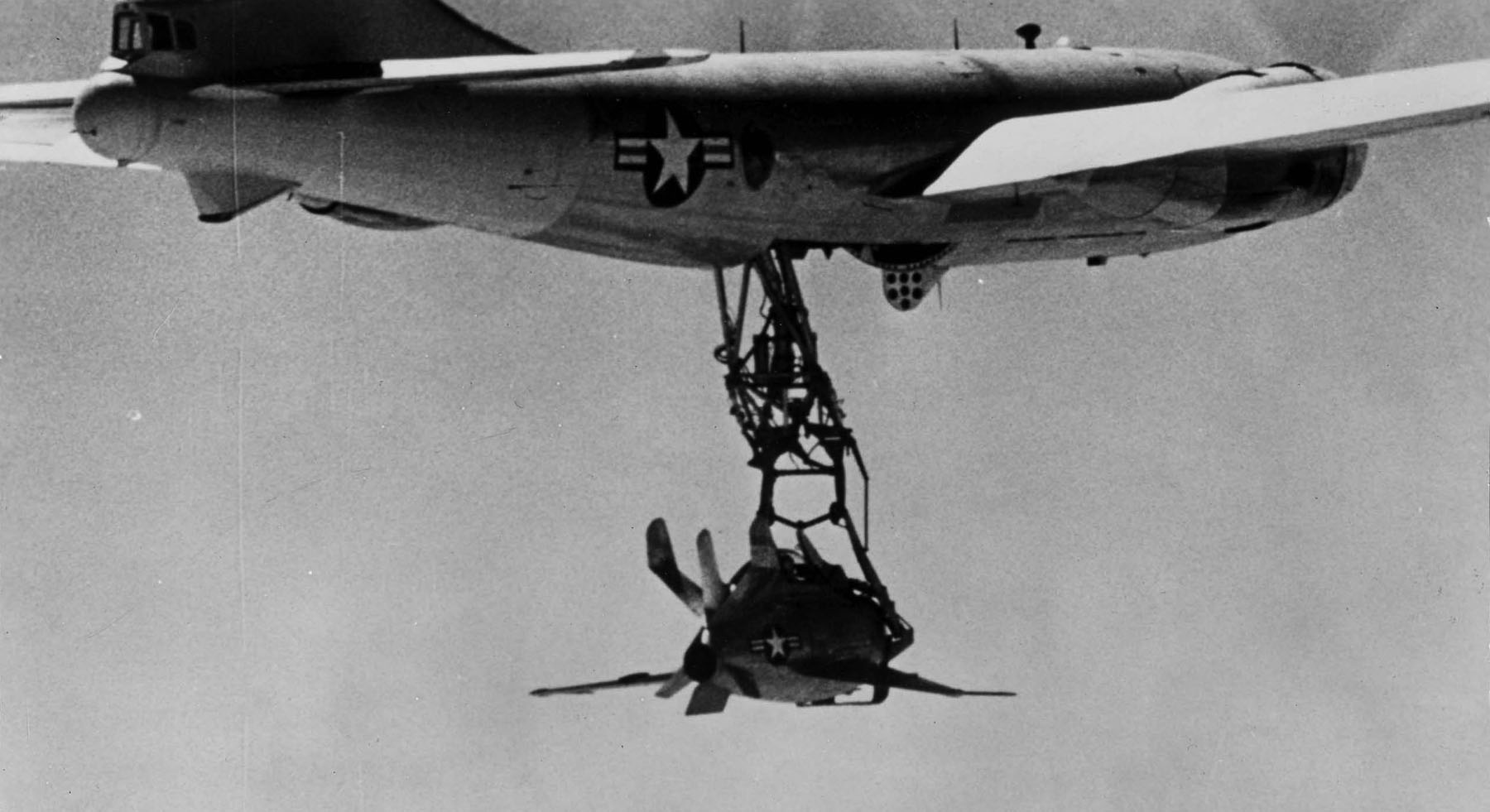
Un XF-85 suspendu au trapèze de l'EB-29B.

Une fois le premier prototype réparé, il rejoint le programme d'essais en vol et réalise des vols captifs. Lorsqu'il est en vol, le Goblin se montre stable, agréable à piloter et peut facilement sortir d'une vrille ; cependant, l'estimation initiale de sa vitesse maximale de plus de 1 040 km/h s'avère optimiste,. Les premiers vols d'essai révèlent que les turbulences au moment de l'approche sur le B-29 sont importantes, ce qui conduit à l'ajout de deux empennages verticaux, un sur le dessus du fuselage et l'autre en dessous, ainsi que des winglets aux extrémités des ailes ; cela a pour but de compenser l'instabilité directionnelle subie par l'avion au moment de l'amarrage. Pendant les premiers vols, le crochet reste déployé mais lorsqu'il est rétracté puis ultérieurement sorti, des secousses rendent plus difficile l'accrochage. Pour résoudre ce problème, de petits carénages sont installés sur le crochet, ce qui a pour effet de réduire les vibrations lorsqu'il est rentré et sorti. Même après la reprise des essais, lors du vol du 18 mars 1949, Schoch continue d'éprouver des difficultés à accrocher le petit chasseur et percute le trapèze, causant des dommages à celui-ci, avant d'effectuer un nouvel atterrissage sur le ventre. Une fois le trapèze réparé, Schoch pilote le premier prototype le 8 avril 1949, réalisant un vol de 30 minutes mais, après trois tentatives pour s'accrocher, il renonce et se pose une nouvelle fois à Muroc,,.
Conscient des problèmes apparus lors des essais, McDonnell revoit le programme et propose un nouveau développement pour un aéronef, plus conventionnel, pouvant voler à Mach 0,9 ; il doit être équipé soit d'une voilure en flèche à 35°, soit d'une aile delta. McDonnell envisage également d'ajouter une extension télescopique au trapèze pour qu'il s'étende hors des turbulences du bombardier. Toutefois, avant tout travail supplémentaire sur le trapèze, modification du XF-85 ou étude de son successeur, l'USAF, qui a remplacé les USAAF, annule le programme XF-85 le 24 octobre 1949,,.
Deux principales raisons contribuent à l'annulation du programme. Parmi les faiblesses du XF-85 révélées lors des essais en vol, on peut citer des performances en deçà de celles des avions de chasse à réaction de l'époque et une très grande maîtrise demandée au pilote lors de l'accrochage, ce à quoi aucune réponse n'est apportée,. Le développement du ravitaillement en vol pour les avions de chasse conventionnels utilisés lors des escortes de bombardiers joue également en faveur de l'annulation,. Les deux Goblin volent au total sept fois, une fois pour le premier et six fois pour le deuxième, pour une durée totale de 2 heures et 19 minutes, seulement trois vols se terminant par un accrochage réussi,. Schoch est le seul pilote à avoir piloté les avions.

## Développements ultérieurs

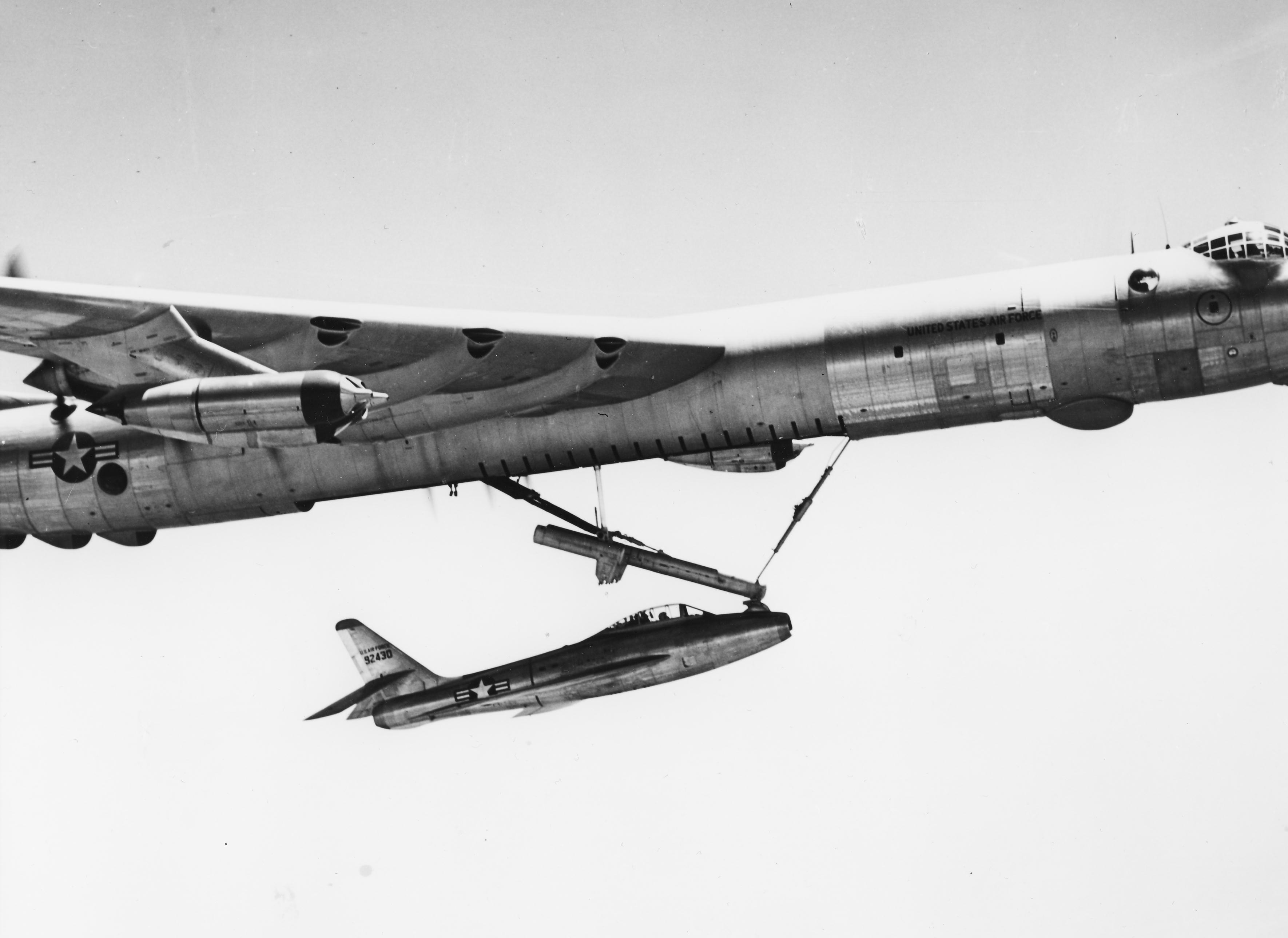
Un YF-84F rejoignant son avion-mère, dans le cadre du projet FICON.

Malgré l'annulation du XF-85, l'USAF continue d'étudier l'idée de chasseur parasite à travers plusieurs projets. Parmi ces derniers, les projets MX-106 Tip Tow, FICON, ainsi que Tom-Tom pour lequel les chasseurs sont attachés aux extrémités des ailes du bombardier. Pour le projet FICON (FIghter CONveyor, convoyeur de chasseurs), un GRB-36D emporte dans sa soute un RF-84K Thunderflash ce qui permet de combiner les tâches de bombardier, de chasseur et d'avion de reconnaissance. Le projet FICON reprend beaucoup du programme XF-85 et suit de près les recommandations de McDonnell dans la conception d'un trapèze modifié. Au total, dix B-36 convertis et 25 chasseurs de reconnaissance sont mis brièvement en service au sein du Strategic Air Command entre 1955 et 1956 ; ils sont ensuite remplacés par des avions plus efficaces et des satellites.

## Appareils exposés
Après la fin du programme, les deux prototypes XF-85 sont entreposés avant d'être relégués dans des musées en 1950 :
- 46-0523 : L'appareil est exposé au National Museum of the United States Air Force, sur la base de Wright-Patterson près de Dayton, dans l'Ohio. Après l'annulation du programme, l'appareil est transféré au musée le 23 août 1950 et devient l'un des premiers aéronefs expérimentaux à être exposé dans le nouveau musée. Pendant plusieurs décennies, il est exposé à côté du Convair B-36 du musée avant d'être déplacé vers le hall dédié aux aéronefs expérimentaux en 2000. Le personnel du musée s'est opposé à ce déplacement, estimant que le chasseur parasite doit être montré à côté du B-36 afin de représenter ce pour quoi il a été conçu[46],[47] ;
- 46-0524 : Le deuxième prototype est exposé au Strategic Air Command & Aerospace Museum (en), situé à Ashland dans le Nebraska. Il est initialement transféré vers la base de Norton, près de San Bernardino (Californie), en 1950, encore endommagé à la suite de son dernier atterrissage d'urgence. Lorsque la base est fermée et sa collection dispersée, le second XF-85 se retrouve dans la collection privée Tallmantz, appartenant à Frank Tallman, en Californie, jusqu'à ce qu'il soit acquis par la base d'Offutt. Réparé et restauré, il est désormais exposé sur son chevalet utilisé pour la maintenance, niché sous l'aile du bombardier B-36J serial 52-2217[46],[48].

## Caractéristiques

Plan 3 vues du XF-85.

Données de Boeing, Experimental & Prototype U.S. Air Force Jet Fighters, National Museum of the United States Air Force
Caractéristiques générales
- Équipage : 1 pilote
- Longueur : 5,4 m
- Envergure : 6,4 m
- Hauteur : 2,5 m
- Masse à vide : 1 700 kg
- Masse typique : 2 050 kg
- Masse maximale au décollage : 2 500 kg
- Moteur : 1 turboréacteur Westinghouse XJ34-WE-22 de 13,3 kN de poussée

 Performances 
- Vitesse maximale : 1 069 km/h[31],[N 11]
- Plafond : 14 600 m
- Vitesse ascensionnelle : 3 800 m/min
- Charge alaire : 247 kg/m2
- Rapport poids-poussée : 0,66
- Endurance : 1 h 20 min

Armement

- Canons : 4 mitrailleuses Browning M3 de calibre .50 BMG